# 桜庭青蘭
桜庭 青蘭（さくらば せいらん、1899年11月12日 - 1933年10月）は、戦前に活動していた日本の映画監督であり、脚本家。

## 作品一覧

### 監督
- 金色の塔（1925年）
- 断崖に立つ乙女（1925年）
- 虹を追ふて（1925年）
- 炎の中に（1925年）
- 一度起たば（1925年）
- 闇を打つ音（1925年）
- 運命の小鳥（1925年）
- 六号室（1926年）
- 黒ばらの女（1926年）
- 五分間停車（1926年）
- 報国の心（1926年）
- 快走恋を賭して 前後篇（1926年）
- 悪魔の正体（1926年）

### 脚本
- 断崖に立つ乙女（1925年）
- 一度起たば（1925年）
- 悪魔の正体（1926年）
- 処女戦線（1931年）
- 女性失楽園（1931年）
- 家庭難船誌（1931年）
- 踊る若者（1931年）
- お仙の夫 瞬く明星（1931年）
- 大事件（1931年）
- ゴー・ストップ（1931年）
- 奉天城一番乗（1931年）
- 愛に餓ゆる街（1931年）
- 荊棘の蔭に泣く（1931年）
- 母よその名を汚す勿れ（1931年）
- 天国の裏町（1931年）
- 噫!南嶺三十八勇士（1931年）
- 天眼通 女難時代（1931年）
- 南地囃子（1932年）
- 暁の鶴声（1932年）
- 天眼通 黄金時代（1932年）
- 懐かしの吾が子（1932年）
- 偽はれる夫（1932年）
- 稲田一作 前篇（1932年）
- 稲田一作 満腹の巻（1932年）
- 若いマドロス（1932年）

### 原作
- 悪魔の正体（1926年）
- 処女戦線（1931年）
- 女性失楽園（1931年）
- 家庭難船誌（1931年）
- 踊る若者（1931年）
- 敷設列車（1931年）
- 奉天城一番乗（1931年）
- 愛に餓ゆる街（1931年）
- 荊棘の蔭に泣く（1931年）
- 母よその名を汚す勿れ（1931年）
- 暁の鶴声（1932年）
- 懐かしの吾が子（1932年）
- 若いマドロス（1932年）